# Centro de Estudios Judaicos de la Universidad de Chile
El Centro de Estudios Judaicos de la Universidad de Chile fue creado por decreto universitario el 17 de agosto de 1968. Tiene como finalidad el estudio y el desarrollo del conocimiento en torno a la cultura judía y las ciencias de la religión, ofreciendo también diplomados enfocados en el Cristianismo y el Islam. Sus campos de estudio abarcan la docencia, la investigación, las ediciones de publicaciones y la extensión universitaria. 